# William Wilson Morgan
William Wilson Morgan (3 de gener de 1906 – 21 de juny de 1994) va ser un astrònom i astrofísic estatunidenc. El tema principal en el treball de Morgan era classificació estel·lar i la galàxia. També és conegut per ajudar a provar l'existència dels braços espirals de la nostra galàxia. A més dels seus èxits científics es va exercir com a professor i com a director de l'astronomia de la Universitat de Chicago, va ser el cap de redacció de la revista Astrophysical Journal.

## Biografia
Morgan va estudiar a la Washington and Lee University, però va abandonar tot just abans de l'últim any. Va començar a treballar com a assistent d'investigació a l'Observatori Yerkes i hi va continuar els estudis, com que Yerkes està afiliada a la Universitat de Chicago. Morgan es va graduar en ciències per la Universitat de Chicago el 192.7 Hi va continuar estudis de post-grau i va doctorar el desembre de 1931. Junts amb Harold Lester Johnson va crear a la Universitat de Wisconsin l'el sistema fotomètric UBV (també anomenat sistema Johnson o Johnson-Morgan) el 1953.
Amb Philip Keenan va desenvolupar el sistema MK per a la classificació de les estrelles a través del seu espectròmetre. També va desenvolupar diversos sistemes de classificació morfològica de les galàxies utilitzant les propietats físiques i quantificables de les galàxies, en lloc de les estimacions d'observació visual afavorides d'Edwin Hubble. Va inventar la classificació cD, ara àmpliament utilitzat per les galàxies massives als centres dels cúmuls de galàxies. El 1970, juntament amb l'astrònoma Laura P. Bautz, va crear l'esquema de classificació Bautz-Morgan que encara s'utilitza per als cúmuls de galàxies.
Va treballar a l'Observatori Yerkes durant gran part de la seva carrera, i en va ser director des del 1960 fins al 1963. Juntament amb Donald Osterbrock i Stewart Sharpless, va utilitzar mesuraments de distància d'estrelles de tipus O i B per mostrar l'existència dels braços espirals de la Via Làctia.
Durant un temps, Morgan va ser director editorial de la revista Astrophysical Journal una revista creada per George Hale per promoure la cooperació científica entre els astrofísics del món.
Morgan va continuar treballant a la Universitat de Chicago i va ser nomenat professor ajudant el 1936, professor titular el 1947. Va ser president del Departament d'Astronomia de la Universitat de Califòrnia de 1960 a 1966.

## Honors
- Bruce Medal (1958)[10]
- Henry Norris Russell Lectureship (1961)[11]
- Membre de l'American Academy of Arts and Sciences (1964)[12]
- Henry Draper Medal of the National Academy of Sciences (1980)[13]
- Herschel Medal (1983)
- Asteroide 3180 Morgan